# Amédée Doublemard
Amédée Doublemard (Flavigny-le-Grand-et-Beaurain, Francia, 8 de enero de 1826; París, 20 de julio de 1900) fue un escultor francés.

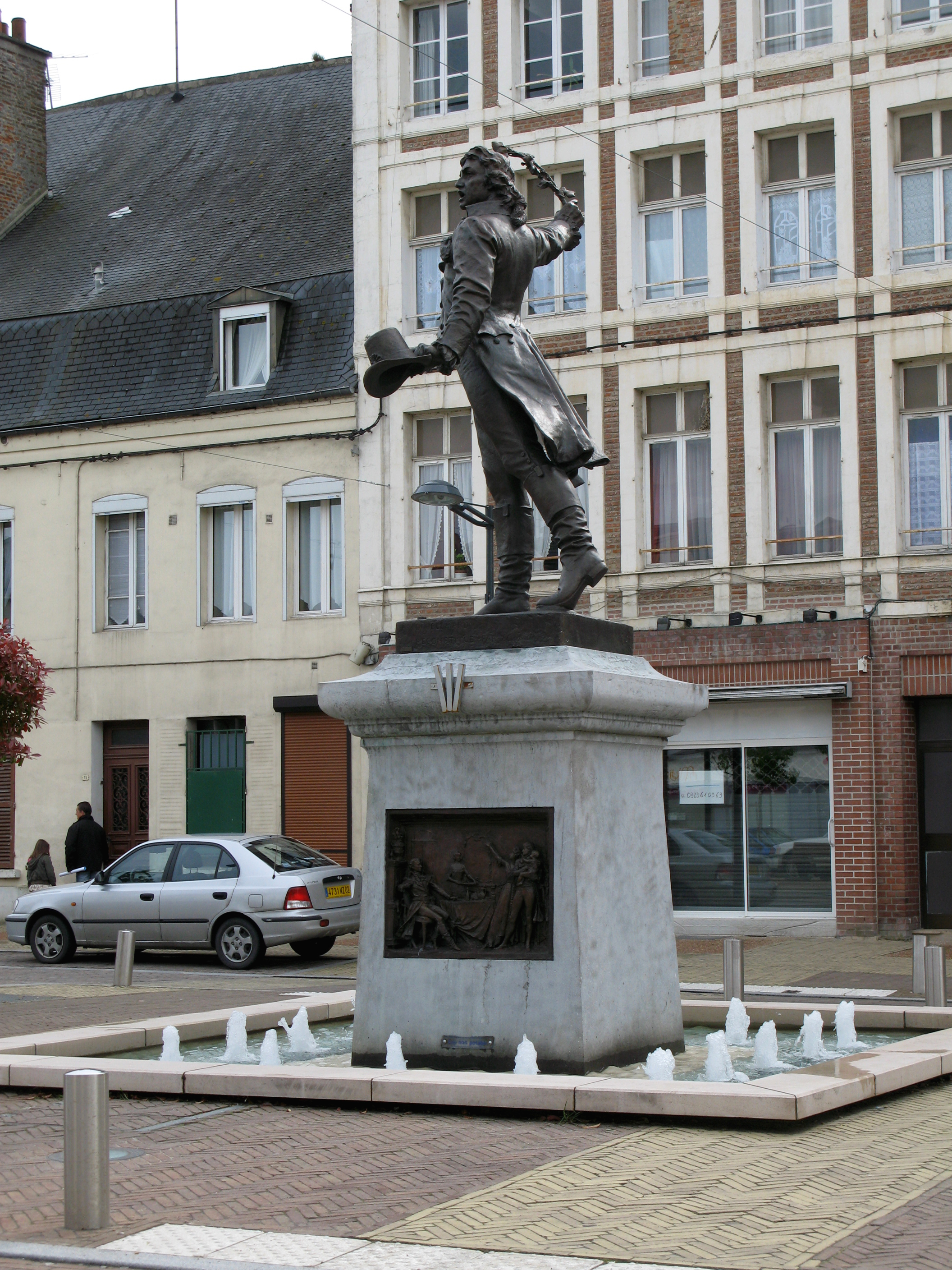
Estatua colosal de Camille Desmoulins en Guise, 1949, bronce.

## Biografía
Amédée Donatien Doublemard nació en Beaurain (Norte) el 8 de enero de 1826.
Doublemard fue alumno de Francisque Duret, entró en la Escuela de Bellas Artes en 1842 y obtuvo en 1855 - junto con Henri Chapu - el Premio de Roma en escultura con un bajorrelieve, que llevaba por título Piété filiale de Cléobis et Biton(piedad filial de Cleobis y Biton). Parte a Roma el año siguiente, donde permanece durantió durante tres años.
Comenzó a exponer sus obras en el salón de 1844 y se especializará tras su regreso a París en el desempeño de bustos de personajes famosos, públicos o privados, de la sociedad francesa de finales del siglo XIX.
Doublemard tuvo como alumno a Félix Charpentier.
Autor en 1882, de una estatua colosal de Camille Desmoulins, presentada en yeso en el Salón de París de ese año. La obra fue adquirida por el Estado francés, y permaneció en depósito durante algunos años. Fue posteriormente empleada como modelo para obtener los moldes de fundición en el atelier de Maurice Denonvilliers en Vouvray (Indre-et-Loire). El bronce obtenido fue instalado en la plaza de armas de la ciudad de Guise en 1884. Destruida durante la Primera Guerra Mundial fue repuesta por una reproducción de Félix Maurice Charpentier. de nuevo requisada por las fuerzas de ocupación alemanas en la 2ª guerra mundial, fue repuesta en 1949 de nuevo por Adolphe Pierre Charlet.
Dio su nombre a un concurso de la Escuela de Bellas Artes de París.
Falleció en París en 1900.

## Obras

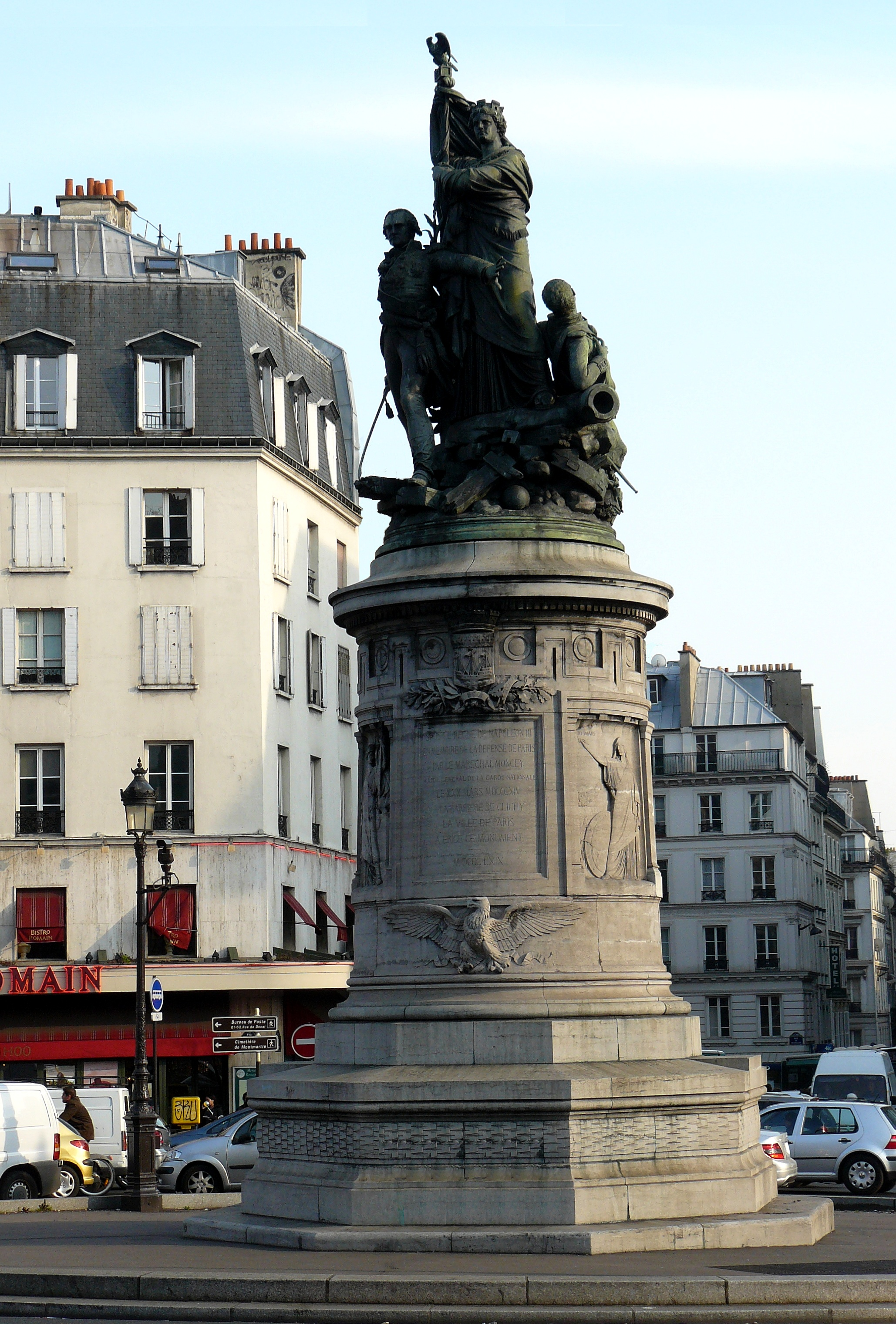
Monumento a Moncey, place de Clichy.

Entre las mejores y más conocidas obras de Amédée Doublemard se incluyen las siguientes:
- Monument au maréchal Moncey (Monumento al Mariscal Moncey) (1870), París, Place de Clichy: grupo de la Ciudad de París, bronce, y tres bajorrelieves: La Batalla de la barricada de Clichy, El duelo de la Patria y el patriotismo,en el pedestal de piedra, del monumento, en memoria de las personas fallecidas y de la Guardia Nacional bajo el mando del mariscal Moncey, que defendió, el 30 de marzo de 1814, la barrera de Clichy contra los rusos.
- La Comédie, statue, piedra, París, antiguo Teatro lírico de la Gaîté, n.º 5, rue Papin
- Portrait du peintre Adolphe Yvon (1817-1893) (Retrato del pintor Adolphe Yvon) (1883), busto, yeso, Versalles, los castillos de Versalles y de Trianon,
- Portrait de l'amiral Ferdinand-Alphonse Hamelin (1796-1864) (Retrato del almirante Ferdinand Alphonse Hamelin),(Salón de 1868), busto, mármol, Versalles, los castillos de Versalles y de Trianon
- Pierre-Jean de Béranger (1780-1857), París, Square du Temple
- Mausolée de Jean-Baptiste André Godin(1817-1888)  (Mausoleo de Jean-Baptiste André Godin) (1889), monumento funerario, Guise (Aisne), mausoleo familiar
- Monument à Camille Desmoulins (Monumento a Camille Desmoulins), estatua, bronce, Guise (Aisne), Place d'Armes
- La France en Deuil, grupo, bronce, Saint-Quentin (Aisne), Cementerio Saint-Jean The Mourning
- Portrait de Victor Suin (1797-1877) (Retrato de Víctor Suin) (1855), busto, mármol, Laon
- Comte Jean Mathieu Philibert Sérurier, maréchal de l'Empire (1742-1819) (Conde Jean Séurier, mariscal del Imperio) (1863),estatua de bronce, Laon (Aisne): fundido bajo la Ocupación
- Portrait du général de división Marie François Auguste Caffarelli (1766-1849) (Retrato del General de Auguste Marie François Caffarelli) (1860), busto, medallón, piedra Leschelles (Aisne), el monumento del mismo nombre
- Portrait du journaliste et homme de lettres Léon Bienvenu (1835-1911) (Retrato del periodista y escritor Léon Bienvenu) (1874), busto, arcilla, Vervins (Aisne), Ayuntamiento